# Erwin Verheijen
Hendricus Johannes (Erwin) Verheijen (Amsterdam, 24 januari 1941 – Laren, 14 december 2019) was fotograaf en beeldend kunstenaar van beroep.

## Biografie
Na zijn opleiding aan de Nederlandse Fotovakschool in Den Haag en bij Godfried de Groot, 1958–1964, begon hij als freelance fotograaf.
Hij maakte reportages, portretten en landschapsfoto’s maar wijdde zich ook aan experimentele fotografie.
In 1968 maakte hij, in opdracht, een reportage van de Parijse studentenrevolte (Mei revolutie).
In 1970 vestigde hij zich als zelfstandig fotograaf. Hij werkte onder andere voor de kunstredactie van Het Parool en Trouw.
Vanaf 1973 begon hij zijn werk te exposeren in onder meer Amsterdam en Amstelveen. Ook in Duitsland en Frankrijk had hij diverse exposities.
Verheijen is bekend bij het Rijksprentenkabinet.
Tientallen jaren is hij parttime docent fotografie geweest op diverse middelbare scholen. Verschillende jaren was hij ook verbonden aan de Volksuniversiteit Amstelland waar hij diverse cursussen en workshops heeft gegeven.
Vanaf eind jaren 1980 is hij zich meer gaan toeleggen op het maken van kunst met gemengde technieken zoals zeefdruk en grafiek. Hij heeft ruim 30 jaar vanuit zijn atelier in de St. Josephschool in Nes aan de Amstel hieraan veelal gewerkt. Vanuit zijn verbondenheid met het Jodendom heeft hij een serie zeefdrukken gemaakt waarin hij alle letters van het Joodse alfabet vertaald heeft naar zijn visie en interpretatie van de betekenis.
Zijn laatste jaren heeft hij gewoond en gewerkt in het Rosa Spier Huis in Laren.

## Publicaties
- Fred Lammers en Peter Sierksma: De werkelijkheid achter de werkelijkheid, Trouw 1993
- Petrus Maria Josephus Emiel Jacobs, Beeldend Benelux: biografisch handboek, Tilburg 2000, p. 140 – 141 ISBN 90-805707-1-0
- Nieuwe Leidsche courant Foto's van Erwin Verheijen Gebundeld 'Onderweg' 17 november 1979
- Adje Cohen. Een leven in verzet. Diverse Foto's. Auteur(s) : Jaap Sanders, Uitgeverij: Uitgeverij van Praag, ISBN 978-9049024321, Verschijningsdatum: april 2021

- Nederlandse Thesaurus van Auteursnamen: 068378890
- RKD-Nederlands Instituut voor Kunstgeschiedenis: 80301
- Virtual International Authority File: 280549558
- WorldCat: E39PBJmtxMGVTdQvPQXJbFPRKd